# Élection pontificale de 1241
L'élection pontificale de 1241 est celle par laquelle les cardinaux de l'Église catholique romaine élisent le successeur de Grégoire IX, mort le 22 août 1241 : l'élu est le cardinal Goffredo Castiglioni, ou Geoffroy de Châtillon, qui devient pape sous le nom de Célestin IV.

## Contexte
Le pontificat de Grégoire IX (1227-1241) et la royauté de Frédéric II, empereur romain germanique, sont des périodes où les différends entre les papes et les empereurs viennent à un sommet. Frédéric II avait des troupes dédiées, mais pas son propre leadership, à l'échec de la cinquième croisade, à la consternation de l'Église ; après son mariage avec Yolande de Jérusalem, il entreprend la sixième croisade mais plus tard abandonne et revient en Italie, pour une série de raisons politiques, économiques et militaires. Cela a servi de prétexte à son excommunication par Grégoire IX et à des accrochages entre partisans du Pape et de l'Empereur (Guelfes et les Gibelins, respectivement) tout au long de la péninsule italienne, en particulier en Lombardie. Avant sa mort, Grégoire IX avait appelé à un synode pour dénoncer Frédéric II, et l'empereur avait fait de grands efforts pour perturber le rassemblement, y compris par l'enlèvement de prélats et de cardinaux.
Le Sacré Collège était en conséquence fortement divisé à cause du conflit avec l’empereur Frédéric II, et n'arrivait pas à désigner un nouveau pape. Le sénateur Matteo Rosso Orsini enferme, pour les deux dernières semaines du conclave, les cardinaux dans le palais romain du Septizodium, sorte de forteresse où avaient eu lieu auparavant d’autres élections pontificales.

## Sources
- (en) Cet article est partiellement ou en totalité issu de l’article de Wikipédia en anglais intitulé « Papal election, 1241 » (voir la liste des auteurs).
- (en) Sede Vacante de 1241 - Université de Nothridge - État de Californie - John Paul Adams - 1er novembre 2014